# فرانچسکو لورنزون
فرانچسکو لورنزون (انگلیسی: Francesco Lorenzon؛ زادهٔ ۳ آوریل ۱۹۹۱) بازیکن فوتبال اهل ایتالیا است.
از باشگاه‌هایی که در آن بازی کرده‌است می‌توان به باشگاه فوتبال آلساندریا اشاره کرد.